# Sean Maluta
 (mai 2025).
Motif : Catcheur solide, mais qui manque de palmarès et d’événements marquants
- Archive Wikiwix
- Bing
- Cairn
- DuckDuckGo
- E. Universalis
- Gallica
- Google
- G. Books
- G. News
- G. Scholar
- Persée
- Qwant
- (zh) Baidu
- (ru) Yandex
- (wd) trouver des œuvres sur Wikidata

| 1. | Préciser le motif de la pose du bandeau. | Précisez le motif de la pose du bandeau en utilisant la syntaxe suivante : {{admissibilité à vérifier\|date=mai 2025\|motif=remplacez ce texte par le motif}}                    |
| 2. | Informer les utilisateurs concernés.     | Pensez à avertir le créateur de l'article, par exemple, en insérant le code ci-dessous sur sa page de discussion : {{subst:avertissement admissibilité à vérifier\|Sean Maluta}} |

Sean Maluta (né le 30 septembre 1988) est un catcheur professionnel américain performant principalement sur le circuit indépendant américain, ainsi qu'à la All Elite Wrestling. Il se fit connaître lors de son passage en 2016 au tournoi WWE Cruiserweight Classic.
Il fait partie de la famille Anoa'i et est par conséquent un cousin des catcheurs Roman Reigns, Jacob Fatu, Rikishi, Umaga et des Usos.

## Carrière dans le catch

### Westside Xtreme Wrestling (2008-...)
Il fait ses débuts pour la WxW le 3 mai 2008, en équipe avec Jonny Mangue, ils perdent contre All Money is Legal. Le 15 novembre, il remporte le WxW Ultimate Hybrid Championship lors d'un Fatal-Four Way match impliquant également Adam Cole, Rob Vegas et Rick Jimbo Radical. Il perd le titre le 3 janvier 2009 face à Chrono Chris.
Le 20 février 2010, après plusieurs échecs consécutifs, Maluta remporte le WxW Cruiserweight Championship en battant Brett Thunder. La semaine suivante, il conserve son titre en battant Rick Jimbo Radical. Le 10 avril, il perd son titre face à Gus Money. Il récupère le titre le 19 juin en battant Money lors d'un match sans disqualification. Le 25 septembre, il perd le titre contre TNT Mottley.
Le 26 février 2011, il bat Nick Nero et remporte le WxW Cruiserweight Championship pour la troisième fois. Il perd le titre le 11 juin face à Brett Dail. Le 30 juillet, il remporte les championnats par équipe de la WxW avec Nick Nero lors d'un three way tag team match face à Afro Boy et Reggie Rhythm et The Latin Assassins (Gus Money & Mike Cruz). Le 27 août, ils perdent les titres face à Butch Long et Marc Mandrake.
Le 16 juin 2012, il bat Bryan Maddox et remporte le WxW Heavyweight Championship. Il perd le titre le 26 janvier 2013 face à Maddox. Le 20 avril 2013, il remporte une WXW Heavyweight Title #1 Contendership 30 Man Xtreme War Battle Royal et devient premier aspirant au championnat de la WxW. Le 9 mai de l'année suivante, il remporte le WxW Heavyweight Championship lors d'un triple threat match face à Noah Kekoa et Nick Nero. Il laisse le titre vacant le 23 août. Le 30 juillet 2016, il récupère le titre en battant Jaxen Blade. Il le perdra en août 2017 face à D. Ramos.

### World Wrestling Entertainment (2016-2019)
Sean Maluta fait ses débuts à la WWE à l'occasion du tournoi Cruiserweight Classic (2016). Il fut éliminé dès le premier tour par Kōta Ibushi le 13 juillet 2016. 
À la suite de cela, il fit ses débuts à NXT lors de l'épisode du 3 août en perdant face à Hideo Itami. Le 11 décembre à NXT, il fait sa dernière apparition à la WWE en perdant face à Shane Thorne.

### All Elite Wrestling (2020-...)
Maluta fait ses débuts à la AEW le 27 août 2020 à Dynamite, perdant rapidement face à Lance Archer. Le 14 octobre lors de l'épisode anniversaire de Dynamite, il perd avec Lee Johnson face à Kip Sabian (en) et Miro.

## Palmarès
World Xtreme Wrestling
- WXW Heavyweight Championship (3 fois)
- WXW Television Championship (1 fois)
- WXW Cruiserweight Championship (3 fois)
- WXW Tag Team Championship (2 fois) – avec Nick Nero (1) et Afa Jr. (1)
- Wild Samoan Tag Team Tournament (2017) – avec Afa Jr.